# Oltingue
Oltingue település Franciaországban, Haut-Rhin megyében. Lakosainak száma 684 fő (2022. január 1.). Oltingue Leymen, Bettlach, Linsdorf, Fislis, Bouxwiller, Raedersdorf, Lutter, Biederthal, Wolschwiller és Liebenswiller községekkel határos.

## Népesség
A település népességének változása:
| Lakosok száma | 729  | 721  | 725  | 686  | 669  | 673  | 674  | 672  | 684  |
|               | 2013 | 2015 | 2016 | 2017 | 2018 | 2019 | 2020 | 2021 | 2022 |